# خلوق بيلغينار
خلوق بيلغينار (ولد 5 مايو 1954) ممثل تركي كبير بالإضافة إلى عمله في تركيا عمل أيضا في بريطانيا وكان ممثلا مشهورا بأداءه دور محمد عثمان في مسلسل EastEnders في حقبه الثمانينات. ومثل أيضا في الأفلام الهوليودية بأدوار صغيره وظهر في فيلم Buffalo Soldiers عام 2011

## الحياة المهنية
تخرج خلوق من اكاديمية لندن للدراما والموسيقى أول دور له كان EastEnders في الثمانينات بعدها رجع إلى تركيا ومثل في Öteki Yüzü (الجانب الآخر لليل) تزوج من حبيبته Zuhal Olcay عام 1992 بعد ذلك ادى ادوار كثيره جدا وقام بأداء دور في فيلم Istanbul Kanatlarımın Altında (إسطنبول تحت جناحي) عام 1996 اضطر للرجوع للشاشات بعد غياب لأن حريقا شب في مسرحه ومثل بعدها في عده افلام هوليودية وادى اخيرا دورا في مسلسل إيزيل بين عامي 2009 و2011 مع النجوم كنعان إميرزالي أوغلي وجانسو دري وباريش فلاي ونجوم آخرين.

## روابط خارجية
- خلوق بيلغينر على موقع IMDb (الإنجليزية)
- خلوق بيلغينر على موقع مونزينجر (الألمانية)
- خلوق بيلغينر على موقع قاعدة بيانات الأفلام العربية
- خلوق بيلغينر على موقع ألو سيني (الفرنسية)
- خلوق بيلغينر على موقع ميوزك برينز (الإنجليزية)
- خلوق بيلغينر على موقع أول موفي (الإنجليزية)
- خلوق بيلغينر على موقع قاعدة بيانات الأفلام السويدية (السويدية)
- خلوق بيلغينر على موقع قاعدة بيانات الفيلم (الإنجليزية)
- خلوق بيلغينر على موقع كينوبويسك (الروسية)